# Plandište (Kakanj, BiH)
Plandište je naselje u općini Kaknju, Federacija BiH, BiH. Danas je jugoistočni dio Kaknja.

## Povijest
Kaknju je pripojeno 1981. godine. (Sl. l. SRBIH 28/81 i 33/81).